# Parabahita igualae
Parabahita igualae är en insektsart som beskrevs av Delong 1980. Parabahita igualae ingår i släktet Parabahita och familjen dvärgstritar. Inga underarter finns listade i Catalogue of Life.